# Большая Осиновка (Татарстан)
Большая Осиновка — деревня в Рыбно-Слободском районе Татарстана. Входит в состав Большекульгинского сельского поселения.

## География
Находится в центральной части Татарстана на расстоянии приблизительно 9 км на северо-восток по прямой от районного центра поселка Рыбная Слобода.

## История
Основана в XVII веке, в начале XX века здесь действовала Ильинская церковь.

## Население
Постоянных жителей было: в 1782—110 душ мужского пола, в 1859—755, в 1897—1128, в 1908—1318, в 1920—704, в 1926—1017, в 1938—655, в 1949—460, в 1958—344, в 1970—382, в 1989—159, в 2002 году 122 (русские 93 %), в 2010 году 47.